# Avec amour et acharnement
Pour plus de détails, voir Fiche technique et Distribution.
Avec amour et acharnement est un film français de Claire Denis sorti en 2022.

## Synopsis
Sarah et Jean forment un couple heureux, uni. Ils coulent des jours joyeux, avec un amour toujours aussi présent. Mais voilà qu'un jour, François, l'ancien amant de Sarah, reparaît devant elle. Le même François qui lui a présenté Jean ; le même François qu'elle a quitté, il y a longtemps, pour Jean.

## Fiche technique
Sauf indication contraire, les informations mentionnées dans cette section peuvent être confirmées par les bases de données cinématographiques IMDb et Allociné,  présentes dans la section « Liens externes ».
- Titre original : Avec amour et acharnement
- Titre de travail : Feu[2]
- Réalisation : Claire Denis (assistée de Joseph Rapp)
- Scénario : Claire Denis et Christine Angot d'après le roman Un tournant de la vie de Christine Angot
- Directeur de la photographie : Éric Gautier
- Son : Jean-Paul Mugel
- Montage : Emmanuelle Pencalet
- Costumes : Judy Shrewsbury
- Décors : Arnaud de Moleron
- Musique originale : Stuart Staples
- Producteur : Olivier Delbosc
- Société de production : Curiosa Films
- Pays de production :  France
- Format : couleurs — numérique — son Dolby Digital
- Société de distribution : Ad Vitam Distribution
- Genre : drame, romance et thriller
- Langue : français
- Dates de sortie : 
  - Allemagne : 12 février 2022 (Berlinale 2022)
  - France : 31 août 2022

## Distribution
Sauf indication contraire, les informations mentionnées dans cette section peuvent être confirmées par la base de données cinématographiques Allociné,  présente dans la section « Liens externes ».
- Juliette Binoche : Sara
- Vincent Lindon : Jean
- Grégoire Colin : François
- Bulle Ogier : Nelly
- Issa Perica : Marcus
- Alice Houri : employée du tribunal de commerce
- Mati Diop :  Gabrielle
- Hana Magimel : Anna
- Bruno Podalydès : invité inauguration
- Lilian Thuram : lui-même
- Hind Darwich : lui-même

## Production
Le tournage a principalement lieu à Paris en décembre 2020 et janvier 2021, dans les locaux de la radio RFI durant le mois de janvier et près du Canal Saint-Martin,.

## Accueil

### Critique
En France, le site Allociné propose une moyenne de 3,1⁄5, après avoir recensé 21 critiques de presse.
La presse est globalement favorable au film, aussi bien à son interprétation qu'à son écriture. Pour Elle, le long-métrage est « servi par des interprètes magnifiques, un formidable thriller conjugal, avec les mots pour armes létales ». Les Inrockuptibles souligne la réalisation avec une « cinéaste [qui] explore les soubresauts de la schizophrénie amoureuse avec un talent éblouissant ». Dans sa critique, L'Humanité retient entre autres « le regard acéré de Christine Angot sur le couple et l’amour qui fait mal, ainsi que le talent de Claire Denis pour filmer les corps impatients » et invite les gens à aller voir le film pour « la fascinante partition jouée par Juliette Binoche et Vincent Lindon, à leur meilleur ».
Sur Slate.fr, Jean-Michel Frodon souligne que « La beauté organique du cinéma de Claire Denis circule là, dans cette fluidité qu'aucune résolution, aucune révélation, aucune trahison ne saurait circonvenir, encore moins expliquer. »
Le site Critikat.com est plus nuancé. Pour sa critique, le film, « qui vise sans ambages une certaine âpreté (...), abonde de séquences disgracieuses : à quelques exceptions près (...), tout est gris, bouché, sans profondeur, tandis que le choix du scope contribue au martèlement des mêmes dynamiques (...) et à l’écrabouillement généralisé des visages ».
Pour La Voix du Nord, le long-métrage se coupe en deux avec une première partie dont « l’aura de mystère, inconfortable et passionnante, s’estompe dans une deuxième partie beaucoup plus attendue, sans nuances, écrite d’avance ». Plus incisif, Libération parle d'une « expérience [qui] est extrêmement peu aimable, et l’intérêt qu’il faut y trouver nous a échappé ». Le Figaro dit laconiquement que « les acteurs font le job mais tout cela n'est pas très passionnant ».

### Box-office
Le premier jour de son exploitation en France, le film se classe troisième du box-office des nouveautés avec 15 072 entrées (dont 2 924 en avant-première), pour 275 copies, derrière le film Everything Everywhere All at Once (26 199) et devant La Page Blanche (9 260). Au bout d'une semaine d'exploitation, le film se classe en huitième position du box-office avec 73 581 entrées, devant La Page Blanche (56 502) et derrière Rumba la vie (76 887).
| Pays ou région | Box-office      | Date d'arrêt du box-office | Nombre de semaines |
| -------------- | --------------- | -------------------------- | ------------------ |
| France         | 157 270 entrées | 18 octobre 2022            | 7                  |
| Total mondial  | - $             | -                          | -                  |

## Récompenses et distinctions
- Berlinale 2022 : Ours d'argent de la meilleure réalisation pour Claire Denis